# John McDermott (athlétisme)
Pour les articles homonymes, voir John McDermott (homonymie).
John J. McDermott, né le 16 octobre 1874 et surnommé J.J. ou little Mac, est un athlète irlando-américain, né à Manhattan, New York.
Il a remporté le premier marathon aux États-Unis en 1896, ainsi que le premier Marathon de Boston, alors connu sous le nom de BAA Road Race, en 1897,. Il est lithographe de métier.

## Vie privée
Ses parents sont James McDermott et Lizzie Grady. Il perd sa mère à l'âge de onze ans. Il est exceptionnellement frêle et léger dans sa jeunesse. Au départ du premier Marathon de Boston, il pèse 56 kg et mesure 1m68, ce qui est faible même pour un coureur de fond.
Il serait mort de la tuberculose ou d'une maladie pulmonaire héréditaire quelque temps avant 1906,,. Le Boston Herald déclare qu'il avait la tuberculose lorsqu'il a remporté le marathon de Boston en 1897. Sa sœur Julia meurt de la tuberculose en 1905.
Peu de choses sont connues de la vie de McDermott en dehors de ses réalisations sportives.

## Premier marathon américain
La première course de marathon à se tenir aux États-Unis a eu lieu le 19 septembre 1896, cinq mois après le premier marathon olympique, dans le cadre de la réunion d'automne du Knickerbocker Athletic Club de New York. Alors que des épreuves d'athlétisme régulières se déroulaient au Columbia Oval (maintenant dans le Bronx), vingt-huit athlètes, presque tous de la région de New York, voyagent en train jusqu'à Stamford, dans le Connecticut, pour le marathon.
Le parcours est alors estimé à 25 milles (environ 40 km), mais est de façon contemporaine mesuré à 23,6 milles (28 km) par Hugh Farley.
Les routes des huit premier milles sont dans un état épouvantable, couverts de boue et de neige fondante à cause des fortes précipitations de ce matin-là. McDermott, représentant le Pastime Athletic Club de New York City, prend la tête à New Rochelle, à environ 7 milles de l'arrivée et conserve cette avance, terminant la course en 3:25:55,6, deux minutes et demie d'avance sur l'athlète en deuxième place, Hamilton Gray. Son tempsest vingt-sept minutes plus lent que le temps du marathon olympique affiché par Spiridon Louis cinq mois auparavant, ce qui est attribué aux conditions difficiles dans lesquelles la course s'était déroulée. Dix-neuf athlètes terminent la course au total.

## Premier Marathon de Boston
McDermott court le premier marathon de Boston le 19 avril 1897 avec dix-sept autres partants, dont six de New York. Il perd 10 livres (5 kg) à l'issue de la course.
Hamilton Gray, deuxième de la course de New York, prend initialement la tête avec Dick Grant, un athlète canadien. McDermott court quelques dizaines de mètres derrière les leaders jusqu'à 12 milles (19 km) mais prend ensuite la tête dans la descente de Newton Lower Falls. Grant tente de rester avec lui, mais doit abandonner lorsque la montée de Newton Lower Falls a été atteinte. McDermott continue à étendre son avance à travers les Newton Hills, commençant à combiner marche et course à environ 20 milles (32 km) de course, vers le cimetière Evergreen. Après un massage de son maître, il descend Beacon Street et Commonwealth Avenue. À Massachusetts Avenue, il heurte un cortège funèbre. Il termine avec un tour de l'Irvington Oval, dans le cadre d'une compétition d'athlétisme organisée par la Boston Athletic Association.
Son temps est de 2:55:10, trois minutes et quarante secondes plus rapide que le temps de Spiridon Louis aux Jeux olympiques, ce qui est immédiatement revendiqué comme record du monde,,. Cependant, il n'y a pas de distance de marathon standardisée à l'époque, et aucune organisation pour ratifier les records du monde. Les parcours olympique et de Boston étaient censés être d'environ 25 milles (40 km), ce qui est plus cours que la distance contemporaine de 42,185 km et aucune des deux marques n'est considérée comme un record du monde par l'Association internationale des fédérations d'athlétisme (IAAF).
McDermott aurait terminé le marathon avec les pieds ensanglantés et boursouflés, sa peau s'écaillant. Il déclare alors que ce serait probablement sa dernière course de longue durée. Il revient toutefois l'année suivante pour défendre son titre, étant favori de la course. Toutefois, elle est remportée par le canadien Ronald McDonald avec un temps record de 2:42:00, plus de treize minutes de plus que le temps de McDermott. de l'année précédente. McDermott bat également son temps précédent avec 2:54:17, mais n'obtient que la quatrième place.